# Phalonidia gilvicomana
Phalonidia gilvicomana es una especie de polilla del género Phalonidia, categorizada en la tribu Cochylini, de la subfamilia Tortricinae.
Fue descrita por Zeller en 1847 y publicada en Isis von Oken (Leipzig) 1847 (10): 742. Se distribuye por Europa: Alemania y República Checa (en la región de Bohemia).